# VII Festival de Iquique
La VII versión del Festival de Iquique fue un evento realizado entre los días 21 y 23 de febrero de 2019 en la Plaza 21 de Mayo de Iquique en Chile. El evento fue desarrollado por la Ilustre Municipalidad de Iquique.
Este evento tuvo características distintas, porque se recolectó ayuda para los damnificados por las lluvias, potenciando el turismo y trabajo en la región.

## Artistas[3]

### Cantantes
- Noche de Brujas

- Sol y Lluvia

- Los Vásquez

- Los Ángeles Negros

- Schuster

- Enanitos Verdes

- Shamanes Crew

- La Sonora Barón

### Humoristas
- Bombo Fica

- Felipe Avello

- Elenco de La mansión Rossa

## Programación[4]

### Jueves 21 de febrero
- Ballet Folclórico Wayna Wara
- Schuster
- Felipe Avello (humor)
- Enanitos Verdes
- Noche de Brujas

### Viernes 22 de febrero
- Ballet Folclórico Wayna Wara
- Los Vásquez
- Bombo Fica (humor)
- Sol y Lluvia

### Sábado 23 de febrero
- Ballet Folclórico Wayna Wara
- Los Ángeles Negros
- Elenco de La mansión Rossa (humor)
- Shamanes Crew
- La Sonora Barón